# Bowdoinham
Bowdoinham és una població dels Estats Units a l'estat de Maine (EUA). Segons el cens del 2000 tenia 2.612 habitants.

## Demografia
Segons el cens del 2000, Bowdoinham tenia 2.612 habitants, 1.027 habitatges, i 752 famílies. La densitat de població era de 29,3 habitants per km².
Dels 1.027 habitatges en un 35,1% hi vivien nens de menys de 18 anys, en un 58% hi vivien parelles casades, en un 9,4% dones solteres, i en un 26,7% no eren unitats familiars. En el 20,1% dels habitatges hi vivien persones soles el 5,6% de les quals corresponia a persones de 65 anys o més que vivien soles. El nombre mitjà de persones vivint en cada habitatge era de 2,54 i el nombre mitjà de persones que vivien en cada família era de 2,9.
Per edats la població es repartia de la següent manera: un 25,8% tenia menys de 18 anys, un 5,9% entre 18 i 24, un 30,1% entre 25 i 44, un 28,1% de 45 a 60 i un 10,1% 65 anys o més.
L'edat mediana era de 39 anys. Per cada 100 dones de 18 o més anys hi havia 98,9 homes.
La renda mediana per habitatge era de 44.779 $ i la renda mediana per família de 52.372 $. Els homes tenien una renda mediana de 33.322 $ mentre que les dones 28.810 $. La renda per capita de la població era de 21.118 $. Entorn del 10% de les famílies i el 12,8% de la població estaven per davall del llindar de pobresa.